# Бабаджан Володимир Данилович
Бабаджан Володимир Данилович (* 11 листопада 1960, Харків) — український медик, професор кафедри шпитальної терапії і клінічної імунології та алергології Харківського медичного університету.

## Біографія
У 1984 році — закінчив Харківський медичний інститут.
Від 1990 року — працював лікарем у Харківському медичному університеті.
З 2006 року — доктор медичних наук.
Від 2008 року — професор кафедри шпитальної терапії і клінічної імунології та алергології.
В даний час займається патогенетичними механізмами артеріальної гіпертензії, мембранно-молекулярними порушеннями, які сприяють розвитку та прогресуванню ендотеліальної дисфункції судин; роллю гуморальних чинників у розвитку гіпертонічної хвороби; особливістю виникнення алергічних захворювань, механізмами розвитку бронхіальної обструкції у хворих на бронхіальну астму.

## Праці та літератури
- Кальцийнезависимые механизмы регуляции функций клеточных мембран при гипертонической болезни и эффекты ингибиторов ангиотензин-превращающего фермента УКЖ. 1999. № 3. (рос.)
- Сравнительная характеристика блокаторов рецепторов к ангиотензину II и ингибиторов ангиотензин-превращающего фермента при лечении артериальной гипертензии // Там само. 2000. № 5–6. (рос.)
- Особенности клинического применения АТ1-блокаторов при заболеваниях сердечно-сосудистой системы // Doctor. 2005. № 2(28) (співавт.) (рос.)